# Lista de títulos do Club Athletico Paranaense
Esta é uma lista de títulos e conquistas do Club Athletico Paranaense no futebol, incluindo a categoria profissional e divisões de base.
Também constam os principais títulos obtidos em outros esportes, como futebol de salão, futebol society e basquetebol.

## Títulos Oficiais
| FUTEBOL ADULTO MASCULINO       | FUTEBOL ADULTO MASCULINO                         | FUTEBOL ADULTO MASCULINO | FUTEBOL ADULTO MASCULINO |
|                                | Competição                                       | Títulos                  | Temporadas |
| ------------------------------ | ------------------------------------------------ | ------------------------ | --- |
|                                | Tríplice Coroa                                   | 1                        | 2019 |
|                                | Top 10 - Melhores Clubes do Mundo em 2021        | 1                        | 2021 - Condecoração outorgada em 2022, pela IFFHS |
| INTERCONTINENTAIS              |                                                  |                          | |
|                                | Competição                                       | Títulos                  | Temporadas |
|                                | Copa Suruga Bank                                 | 1                        | 2019 |
| CONTINENTAIS                   |                                                  |                          | |
|                                | Competição                                       | Títulos                  | Temporadas |
|                                | Copa Sul-Americana                               | 2                        | 2018 e 2021 |
| NACIONAIS                      |                                                  |                          | |
|                                | Competição                                       | Títulos                  | Temporadas |
|                                | Campeonato Brasileiro                            | 1                        | 2001 |
|                                | Copa do Brasil                                   | 1                        | 2019 |
|                                | Seletiva para a Libertadores                     | 1                        | 1999 |
|                                | Campeonato Brasileiro - Série B                  | 1                        | 1995 |
| ESTADUAIS                      |                                                  |                          | |
|                                | Competição                                       | Títulos                  | Temporadas |
|                                | Campeonato Paranaense                            | 28                       | 1925, 1929, 1930, 1934, 1936, 1940, 1943, 1945, 1949, 1958, 1970, 1982, 1983, 1985, 1988, 1990, 1998, 2000, 2001, 2002, 2005, 2009, 2016, 2018, 2019, 2020, 2023 e 2024 |
|                                | Taça dos Campeões                                | 1                        | 2025 |
|                                | Supercampeonato Paranaense                       | 1                        | 2002 |
|                                | Taça Caio Junior                                 | 1                        | 2018 |
|                                | Taça Dirceu Krüger                               | 1                        | 2019 |
|                                | Troféu Primeira Hora                             | 1                        | 2001 |
|                                | Torneio Relampago                                | 1                        | 1946 |
|                                | Copa Paraná (Taça FPF)                           | 2                        | 1998 e 2003 |
|                                | Torneio Início                                   | 6                        | 1936, 1947, 1955, 1958, 1987 e 1988 |
| MUNICIPAIS                     |                                                  |                          | |
|                                | Competição                                       | Títulos                  | Temporadas |
|                                | Liga Curitibana (Taça Luiz Leão)                 | 5                        | 1929, 1930, 1934, 1936 e 1940 |
|                                | Torneio Início da Liga Curitibana                | 1                        | 1936 |
|                                | Torneio Encerramento da Liga Curitibana          | 1                        | 1935 |
| AMISTOSO INTERNACIONAIS        |                                                  |                          | |
|                                | Competição                                       | Títulos                  | Temporadas |
|                                | Torneio Internacional Afro-Brasileiro            | 1                        | 1974 |
|                                | Torneio Schützi-Cup                              | 2                        | 1991 e 1992 |
|                                | Torneio Shaka Hislop Cup                         | 1                        | 2007 |
|                                | Challenger Brazil/USA                            | 2                        | 2007 e 2009 |
|                                | Torneio Marbella Cup                             | 1                        | 2013 |
| AMISTOSO NACIONAIS             |                                                  |                          | |
|                                | Competição                                       | Títulos                  | Temporadas |
|                                | Torneio Triangular Paraná-São Paulo              | 1                        | 1969 |
|                                | Torneio Interestadual do Couto Pereira           | 1                        | 1977 |
|                                | Torneio Cidade de Londrina                       | 1                        | 2010 |
|                                | Torneio Gilmar dos Santos Neves                  | 1                        | 1969 |
|                                | Troféu Diário da Tarde                           | 1                        | 1930 |
| AMISTOSOS ESTADUAIS            |                                                  |                          | |
|                                | Competição                                       | Títulos                  | Temporadas |
|                                | Torneio João Todeschini                          | 1                        | 1954 |
|                                | Triangular José Milani                           | 1                        | 1964 |
|                                | Torneio Jofre Cabral e Silva                     | 1                        | 1968 |
|                                | Torneio Pinheirão                                | 1                        | 1971 |
|                                | Torneio Quadrangular Caridade                    | 2                        | 1950 e 1960 |
|                                | Torneio Cidade de Curitiba                       | 1                        | 1949 |
|                                | Copa Luis Leão                                   | 1                        | 1949 |
|                                | Torneio Festivo                                  | 1                        | 1959 |
| ASPIRANTES (SUB-23)            |                                                  |                          | |
| ESTADUAIS                      |                                                  |                          | |
|                                | Competição                                       | Títulos                  | Temporadas |
|                                | Torneio dos Segundos Quadros                     | 1                        | 1925 |
| SUB-20                         |                                                  |                          | |
| INTERNACIONAIS                 |                                                  |                          | |
|                                | Competição                                       | Títulos                  | Temporadas |
|                                | Blue Stars/FIFA Youth Cup                        | 1                        | 2014 |
|                                | Torneio de Doetinchem                            | 1                        | 2008 |
|                                | Copa Saprissa                                    | 1                        | 2006 |
| NACIONAIS                      |                                                  |                          | |
|                                | Competição                                       | Títulos                  | Temporadas |
|                                | Taça Belo Horizonte de Futebol Júnior            | 2                        | 1996 e 2006 |
| REGIONAIS                      |                                                  |                          | |
|                                | Competição                                       | Títulos                  | Temporadas |
|                                | Copa Sul Sub-20                                  | 1                        | 2024 |
| ESTADUAIS                      |                                                  |                          | |
|                                | Competição                                       | Títulos                  | Temporadas |
|                                | Campeonato Paranaense Sub-20                     | 7                        | 1997, 2001, 2004, 2005, 2006 2011 e 2025. |
| SUB-19                         |                                                  |                          | |
| INTERNACIONAIS                 |                                                  |                          | |
|                                | Competição                                       | Títulos                  | Temporadas |
|                                | Torneio de Oberndorf                             | 1                        | 2008 |
|                                | Dallas Cup                                       | 2                        | 2004 e 2005 |
|                                | U-19 Yokohama Cup Ostrach                        | 3                        | 2012, 2013 e 2014 |
| ESTADUAIS                      |                                                  |                          | |
|                                | Competição                                       | Títulos                  | Temporadas |
|                                | Taça Paraná Sub-19                               | 1                        | 2001 |
|                                | Campeonato Paranaense de Juniores                | 8                        | 1990, 1997, 2001, 2004, 2005, 2006, 2011 e 2016 |
| SUB-18                         |                                                  |                          | |
| INTERNACIONAIS                 |                                                  |                          | |
|                                | Competição                                       | Títulos                  | Temporadas |
|                                | Torneio de Oostduinkerke Sub-18                  | 1                        | 2012 |
| ESTADUAIS                      |                                                  |                          | |
|                                | Competição                                       | Títulos                  | Temporadas |
|                                | Campeonato Paranaense Sub-18                     | 2                        | 2012 e 2014 |
| SUB-17                         |                                                  |                          | |
| INTERNACIONAIS                 |                                                  |                          | |
|                                | Competição                                       | Títulos                  | Temporadas |
|                                | Torneio Canteras de América                      | 1                        | 2024 |
| NACIONAIS                      |                                                  |                          | |
|                                | Competição                                       | Títulos                  | Temporadas |
|                                | Copa do Brasil de Futebol Sub-17                 | 1                        | 2012 |
|                                | Taça Governador de Santa Catarina                | 1                        | 2003 |
|                                | Copa UP Sub-17                                   | 1                        | 2011 |
| SUB-16                         |                                                  |                          | |
| NACIONAIS                      |                                                  |                          | |
|                                | Competição                                       | Títulos                  | Temporadas |
|                                | SC Cup                                           | 1                        | 2011 |
| SUB-15                         |                                                  |                          | |
| INTERNACIONAIS                 |                                                  |                          | |
|                                | Competição                                       | Títulos                  | Temporadas |
|                                | Copa Assis                                       | 1                        | 2011 |
|                                | Los Barbados Youth International Tournament U-15 | 1                        | 2012 |
|                                | Copa Nike Sub-15                                 | 1                        | 2015 |
| NACIONAIS                      |                                                  |                          | |
|                                | Competição                                       | Títulos                  | Temporadas |
|                                | Copa do Brasil de Futebol Sub-15                 | 2                        | 2004 e 2013 |
|                                | Copa Brasil de Futebol Infantil                  | 1                        | 2007 |
|                                | Alcans Cup Sub-15                                | 1                        | 2025 |
| REGIONAIS                      |                                                  |                          | |
|                                | Competição                                       | Títulos                  | Temporadas |
|                                | Copa Sul Sub-15                                  | 1                        | 2024 |
|                                | Copa Stival Sub-15                               | 2                        | 2010 e 2011 |
| SUB-14                         |                                                  |                          | |
| INTERNACIONAIS                 |                                                  |                          | |
|                                | Competição                                       | Títulos                  | Temporadas |
|                                | Copa Umbro                                       | 1                        | 2004 |
| ESTADUAIS                      |                                                  |                          | |
|                                | Competição                                       | Títulos                  | Temporadas |
|                                | Copa Trieste Sub-14                              | 1                        | 2012 |
| SUB-13                         |                                                  |                          | |
| NACIONAIS                      |                                                  |                          | |
|                                | Competição                                       | Títulos                  | Temporadas |
|                                | Copa Palhoça Sub-13                              | 1                        | 2012 |
| MUNICIPAIS                     |                                                  |                          | |
|                                | Competição                                       | Títulos                  | Temporadas |
|                                | Super Copa Curitiba Sub-13                       | 1                        | 2012 |
|                                | Taça Curitiba de Futebol de Base Sub-13          | 1                        | 2024 |
| SUB-12                         |                                                  |                          | |
| NACIONAIS                      |                                                  |                          | |
|                                | Competição                                       | Títulos                  | Temporadas |
|                                | Copa Nacional Ecológica                          | 1                        | 2012 |
| CATEGORIA DE BASE DESCONHECIDA |                                                  |                          | |
| NACIONAIS                      |                                                  |                          | |
|                                | Competição                                       | Títulos                  | Temporadas |
|                                | Taça Sul e Sudeste                               | 1                        | 2001 |
|                                | Taça Umbro de Futebol Juvenil                    | 1                        | 2001 |
|                                | Taça Brasil - Infantil                           | 1                        | 1994 |
| ESTADUAIS                      |                                                  |                          | |
|                                | Competição                                       | Títulos                  | Temporadas |
|                                | Copa Tribuna de Juniores                         | 9                        | 1961, 1985, 1986, 1996, 1997, 2001, 2002, 2008 e 2009 |
|                                | Campeonato Paranaense Juvenil                    | 4                        | 2004, 2006, 2007 e 2011 |
|                                | Campeonato Metropolitano Juvenil                 | 8                        | 1949, 1976, 1976, 1994, 1995, 2002, 2003 e 2006 |
|                                | Campeonato Paranaense Infantil                   | 1                        | 2005 |
|                                | Campeonato Metropolitano Infantil                | 2                        | 2006 e 2007 |
|                                | Torneio da Pessoa                                | 1                        | 1984 |
|                                | Campeonato Metropolitano                         | 4                        | 1984, 1994, 1996 e 2003 |
|                                | Torneio Metropolitano                            | 1                        | 1988 |
|                                | Copa Garotinho de Ouro                           | 1                        | 1994 |
|                                | Taça Argento Pinto                               | 1                        | 1937 |
|                                | Taça Cidade de Morretes                          | 1                        | 1945 |
|                                | Copa Cidade de Campo Largo                       | 1                        | 1976 |
| MUNICIPAIS                     |                                                  |                          | |
|                                | Competição                                       | Títulos                  | Temporadas |
|                                | Torneio Zona Sul                                 | 1                        | 1961 |
|                                | Copa Major Jaspen                                | 1                        | 1961 |
|                                | Torneio Pedro Viana                              | 1                        | 1981 |
|                                | Torneio Independência                            | 1                        | 1981 |
|                                | Copa Diário Popular                              | 1                        | 1983 |
|                                | Copa Rádio Paraná                                | 1                        | 1985 |
|                                | Torneio de Inverno                               | 1                        | 1988 |
| FUTEBOL FEMININO               |                                                  |                          | |
| ESTADUAIS                      |                                                  |                          | |
|                                | Competição                                       | Títulos                  | Temporadas |
|                                | Campeonato Paranaense Feminino                   | 5                        | 2020, 2021, 2022, 2023 e 2024 |
| BASQUETE                       |                                                  |                          | |
| ESTADUAIS                      |                                                  |                          | |
|                                | Competição                                       | Títulos                  | Temporadas |
|                                | Campeonato Metropolitano de Basquete             | 2                        | 1945 e 1947 |
|                                | Torneio Início de Basquete                       | 1                        | 1947 |
| FUTSAL SUB-9                   |                                                  |                          | |
| REGIONAIS                      |                                                  |                          | |
|                                | Competição                                       | Títulos                  | Temporadas |
|                                | Copa Sulbrasileira de Futsal Sub-09              | 1                        | 2012 |
| FUTSAL SUB-15 FEMININO         |                                                  |                          | |
| MUNICIPAIS                     |                                                  |                          | |
|                                | Competição                                       | Títulos                  | Temporadas |
|                                | Copa Furacão de Futsal Sub-15 Feminino           | 1                        | 2011 |
| FUT7                           |                                                  |                          | |
| ESTADUAIS                      |                                                  |                          | |
|                                | Competição                                       | Títulos                  | Temporadas |
|                                | Troféu Federação Paranaense de Futebol 7         | 1                        | 2012 |
| MUNICIPAIS                     |                                                  |                          | |
|                                | Competição                                       | Títulos                  | Temporadas |
|                                | Taça Curitiba de Futebol 7                       | 1                        | 2012 |
| TOTAL                          |                                                  |                          | |
|                                | Conquistas                                       | Títulos                  | Categorias |
|                                | Títulos Oficiais                                 | 56                       | 1 intercontinental, 2 continentais, 4 nacionais, 42 estaduais e 7 municipais.                                                                                           |
|                                | Títulos Amistosos                                | 20                       | 7 internacionais, 4 nacionais e 9 estaduais |
|                                | Títulos Sub-20                                   | 12                       | 3 internacionais, 2 nacionais, 1 regional e 6 estaduais |
|                                | Títulos Sub-19                                   | 15                       | 6 internacionais e 9 estaduais |
|                                | Títulos Sub-18                                   | 3                        | 1 internacional e 2 estaduais |
|                                | Títulos Sub-17                                   | 4                        | 1 internacional e 3 nacionais |
|                                | Títulos Sub-16                                   | 1                        | 1 nacional |
|                                | Títulos Sub-15                                   | 10                       | 3 internacionais, 4 nacionais e 3 regionais |
|                                | Títulos Sub-14                                   | 2                        | 1 internacional e 1 estadual |
|                                | Títulos Sub-13                                   | 2                        | 1 nacional e 1 municipal |
|                                | Títulos Sub-12                                   | 1                        | 1 nacional |
|                                | Títulos de Categoria Desconhecida                | 44                       | 3 nacionais, 34 estaduais e 7 municipais |
|                                | Títulos de Base                                  | 94                       | 12 sub-20, 15 sub-19, 3 sub-18, 4 sub-17, 1 sub-16, 10 sub-15, 2 sub-14, 2 sub-13, 1 sub-12 e 44 de categorias desconhecidas                                            |
|                                | Títulos de Futebol Masculino                     | 170                      | 56 oficiais, 20 amistosos e 94 de base |
|                                | Títulos de Futebol Femininos                     | 5                        | 5 estaduais |
|                                | Títulos de Futebol                               | 175                      | 170 masculinos e 5 femininos |
|                                | Títulos de Basquete                              | 3                        | 3 estaduais |
|                                | Títulos de Futsal Masculino                      | 1                        | 1 Sub-9 |
|                                | Títulos de Futsal Feminino                       | 1                        | 1 Sub-15 |
|                                | Títulos de Futsal                                | 2                        | 1 feminino e 1 masculino |
|                                | Títulos de Fut7                                  | 2                        | 1 estadual e 1 municipal |
|                                | TOTAL                                            | 182                      | 175 de futebol, 3 de basquete, 2 de futsal e 2 de fut 7 |

 Campeão invicto

## Títulos individuais
- Artilheiro do Brasileirão

1. Washington - 2004
2. Éderson - 2013

- Artilheiro do Brasileirão - Série B

1. Oséas - 1995

- Troféu Bola de Ouro

1. Roberto Costa - 1983
2. Alex Mineiro - 2001

- Troféu Bola de Prata (Revista Placar)

1. Alberto - 1996
2. Gustavo - 2001
3. Kléberson - 2001
4. Washington - 2004

- Chuteira de Ouro (Revista Placar)

1. Kléber - 2001
2. Washington - 2004

- Troféu Mesa Redonda - Melhor Jogador do Brasileirão

1. Washington - 2004

- Copa Sul-Minas- Artilharia

1. Kléber - 2000

- Artilharia do Campeonato Paranaense

1. Marreco - 1927
2. Bento - 1936
3. Cecato - 1937
4. Jackson - 1953
5. Sicupira - 1970 e 1972
6. Vaquinha - 1975
7. Washington - 1982
8. Renaldo - 1993
9. Paulo Rink - 1997
10. Tuta - 1998
11. Kléber Pereira - 2001 e 2002
12. Alex Mineiro - 2007
13. Rafael Moura - 2009
14. Bruno Mineiro - 2010

Outros
Personalidade do ano pelo Jornal do Brasil:
1. Washington : 2004